# Zvonimir Vujin
Zvonimir „Zvonko“ Vujin (* 28. Juni 1943 in Zrenjanin, Jugoslawien; † 8. Dezember 2019 ebenda) war ein jugoslawischer Amateurboxer im Leichtgewicht (57 bis 60 kg) und Halbweltergewicht (60 bis 63,5 kg). Er wurde 1967 Vize-Europameister und gewann Bronzemedaillen bei den Olympischen Spielen 1968 und 1972.

## Boxkarriere
Vujin trainierte im Club „Banat Zrenjanin“ und bei der jugoslawischen Nationalmannschaft, für die er 57 Länderkämpfe bestritt. Er wurde 1965, 1966, 1969 und 1972 jeweils Jugoslawischer Meister im Leichtgewicht, 1966 und 1967 Balkanmeister im Leichtgewicht, sowie 1971 auch Balkanmeister im Halbweltergewicht. Darüber hinaus gewann er 1967 im Leichtgewicht die Mittelmeerspiele.
Im Laufe seiner Karriere startete er bei drei Europameisterschaften im Leichtgewicht; 1965 in Berlin verlor er im Viertelfinale gegen den späteren Goldmedaillengewinner Wilikton Barannikow, während er 1967 in Rom, mit Siegen gegen Wolfgang Schmitt, Sven Erik Paulsen und Dieter Dunkel in das Finale kam und dort gegen Józef Grudzień unterlag. 1969 in Bukarest schied er im Viertelfinale gegen den späteren Europameister Calistrat Cuțov aus.
Seine größten Erfolge waren der zweimalige Gewinn einer olympischen Bronzemedaille; 1968 in Mexiko-Stadt schlug er im Leichtgewicht Peter Rieger, Waleri Beloussow und Luis Minami, ehe er im Halbfinale gegen Józef Grudzień ausschied. 1972 in München kam er im Halbweltergewicht mit Siegen gegen Robert Mwakosya, Sodnomyn Gombo und Graham Moughton erneut in das Halbfinale, wo er gegen Ray Seales unterlag.

## Tod
Zvonimir Vujin starb am 8. Dezember 2019 im Alter von 76 Jahren in Zrenjanin und wurde im Rahmen einer Gedenkveranstaltung im Rathaus der Stadt verabschiedet. Seine Beisetzung erfolgte am 10. Dezember 2019 am Evangelischen Friedhof in Zrenjanin.

## Sonstiges
2021 wurde die Sporthalle von Zrenjanin nach ihm benannt.